# Unione Sportiva Ancona 1905 2012-2013
Questa voce raccoglie le informazioni riguardanti la Società Sportiva Dilettantistica Unione Sportiva Ancona 1905 nelle competizioni ufficiali della stagione 2012-2013.

## Organigramma societario
Area direttiva
- Presidente: Andrea Marinelli
- Vice Presidente: Gilberto Mancini
- Segretario generale: Sergio Badalini
- Segretario sportivo: Remo Raggetti
- Segretario amministrativo: Angelo Bonfitto
- Ufficio amministrativo: Daniele Mancini
- Addetto all'arbitro: Bruno Fossatelli
- Responsabile area comunicazione: Daniele Mascellini
- Responsabile area marketing: Vittorio Romagnoli

Area tecnica
- Direttore sportivo: Antonio Obbedio poi Roberto Alberti
- Allenatore: Augusto Gentilini poi Massimiliano Favo
- Vice allenatore: Domenico Giugliano poi Marco Lelli
- Preparatore dei portieri: Fabio Milillo
- Team Manager: Rosario Marchegiani
- Preparatori atletici: Stefano Valentini
- Magazzinieri: Pietro Massaccesi e Fausto Venatori
- Medico sociale: Stefano Stronati e Andrea Stronati
- Fisioterapista: Simone Ricci

Settore giovanile
- Responsabile: Italo Schiavi
- Allenatore Juniores Nazionale: Davide Finocchi
- Allenatore Allievi: Mauro Bertarelli
- Allenatore Giovanissimi: Filippo Gasparrini

## Rosa
| N. |                     | Ruolo | Calciatore               |
| -- | ------------------- | ----- | ------------------------ |
|    | Italia (bandiera)   | P     | Marco D'Arsiè            |
|    | Italia (bandiera)   | P     | Luca Masserano           |
|    | Italia (bandiera)   | P     | Antonio Rosti            |
|    | Italia (bandiera)   | D     | Aurelio Barilaro         |
|    | Italia (bandiera)   | D     | Cristiano Del Grosso     |
|    | Italia (bandiera)   | D     | Andrea Gagliardini       |
|    | Italia (bandiera)   | D     | Andrea Torta             |
|    | Italia (bandiera)   | D     | Rinaldo Lispi            |
|    | Italia (bandiera)   | D     | Claudio Labriola         |
|    | Italia (bandiera)   | D     | Luca Ciaramitaro         |
|    | Colombia (bandiera) | D     | Cristian Alberto Bianchi |
|    | Italia (bandiera)   | D     | Simone Eramo             |
|    | Italia (bandiera)   | C     | Paolo Ruffini            |
|    | Germania (bandiera) | C     | Aaron Akrapovic          |
|    | Italia (bandiera)   | C     | Marco Daidone            |
|    | Italia (bandiera)   | C     | Francesco Latorraca      |
|    | Italia (bandiera)   | C     | Davide Borrelli          |

| N. |                      | Ruolo | Calciatore          |
| -- | -------------------- | ----- | ------------------- |
|    | Italia (bandiera)    | C     | Daniele Gramacci    |
|    | Italia (bandiera)    | C     | Michele Mengarelli  |
|    | Italia (bandiera)    | C     | Claudio Sparacello  |
|    | Italia (bandiera)    | C     | Giovanni Cavallaro  |
|    | Nigeria (bandiera)   | C     | Andrea Bright Cossu |
|    | Italia (bandiera)    | C     | Andrea Bricca       |
|    | Italia (bandiera)    | C     | Luigi Palumbo       |
|    | Italia (bandiera)    | A     | Luca Bellucci       |
|    | Italia (bandiera)    | A     | Michael Traini      |
|    | Argentina (bandiera) | A     | Emiliano Olcese     |
|    | Italia (bandiera)    | A     | Luca Sparvoli       |
|    | Italia (bandiera)    | A     | Paolo Martino       |
|    | Italia (bandiera)    | A     | Alex Ambrosini      |
|    | Italia (bandiera)    | A     | Francesco Alvino    |
|    | Italia (bandiera)    | A     | Cosmo Palumbo       |
|    | Italia (bandiera)    | A     | Luigi Artiaco       |
|    | Italia (bandiera)    | A     | Giuseppe Ingari     |

## Risultati

### Serie D

#### Girone di andata
| Macerata 2 settembre 2012, ore 15:00 1ª giornata   | Maceratese | 0 – 2            | Ancona | Stadio Helvia Recina |
| \| \| \| \| \| \| Marcatori \| Ruffini Borrelli \| |            |                  |        |                      |
|                                                    |            |                  |        |                      |
|                                                    | Marcatori  | Ruffini Borrelli |        |                      |

| Ancona 8 settembre 2012, ore 20:45 2ª giornata           | Ancona    | 1 – 1         | Jesina | Stadio Del Conero |
| \| \| \| \| \| Borrelli \| Marcatori \| Sebastianelli \| |           |               |        |                   |
|                                                          |           |               |        |                   |
| Borrelli                                                 | Marcatori | Sebastianelli |        |                   |

| Ancona 16 settembre 2012, ore 15:00 3ª giornata      | Ancona    | 2 – 0 | Celano | Stadio Del Conero |
| \| \| \| \| \| Ambrosini Sparvoli \| Marcatori \| \| |           |       |        |                   |
|                                                      |           |       |        |                   |
| Ambrosini Sparvoli                                   | Marcatori |       |        |                   |

| Pesaro 23 settembre 2012, ore 15:00 4ª giornata | Vis Pesaro | 0 – 0 | Ancona | Stadio Tonino Benelli |

| Ancona 30 settembre 2012, ore 15:00 5ª giornata                                   | Ancona    | 4 – 3                            | Termoli | Stadio Del Conero |
| \| \| \| \| \| Ruffini Olcese \| Marcatori \| Del Grosso aut.’ Bartolini Miani \| |           |                                  |         |                   |
|                                                                                   |           |                                  |         |                   |
| Ruffini Olcese                                                                    | Marcatori | Del Grosso aut.’ Bartolini Miani |         |                   |

| Civitanova Marche 7 ottobre 2012, ore 15:00 6ª giornata | Civitanovese | 0 – 0 | Ancona | Stadio Polisportivo |

| Ancona 14 ottobre 2012, ore 15:00 7ª giornata                        | Ancona    | 5 – 0 | Fidene | Stadio Del Conero |
| \| \| \| \| \| Ambrosini Sparvoli Labriola Alvino \| Marcatori \| \| |           |       |        |                   |
|                                                                      |           |       |        |                   |
| Ambrosini Sparvoli Labriola Alvino                                   | Marcatori |       |        |                   |

| Marino 21 ottobre 2012, ore 14:30 8ª giornata  | Città di Marino | 1 – 1  | Ancona | Stadio Comunale (200 spett.) |
| \| \| \| \| \| Pirro \| Marcatori \| Olcese \| |                 |        |        |                              |
|                                                |                 |        |        |                              |
| Pirro                                          | Marcatori       | Olcese |        |                              |

| Ancona 28 ottobre 2012, ore 14:30 9ª giornata     | Ancona    | 1 – 1    | Recanatese | Stadio Del Conero |
| \| \| \| \| \| Alvino \| Marcatori \| Iacoponi \| |           |          |            |                   |
|                                                   |           |          |            |                   |
| Alvino                                            | Marcatori | Iacoponi |            |                   |

| Gualdo Tadino 4 novembre 2012, ore 14:30 10ª giornata     | Sambenedettese | 2 – 2          | Ancona | Stadio Carlo Angelo Luzi |
| \| \| \| \| \| Napolano \| Marcatori \| Ruffini Olcese \| |                |                |        |                          |
|                                                           |                |                |        |                          |
| Napolano                                                  | Marcatori      | Ruffini Olcese |        |                          |

| Ancona 11 novembre 2012, ore 14:30 11ª giornata                   | Ancona    | 2 – 3              | Amiternina | Stadio Del Conero |
| \| \| \| \| \| Traini Lispi \| Marcatori \| Pedalino Lenart D. \| |           |                    |            |                   |
|                                                                   |           |                    |            |                   |
| Traini Lispi                                                      | Marcatori | Pedalino Lenart D. |            |                   |

| Isernia 18 novembre 2012, ore 14:30 12ª giornata         | Isernia   | 1 – 2          | Ancona | Stadio Mario Lancellotta |
| \| \| \| \| \| Palumbo \| Marcatori \| Traini Martino \| |           |                |        |                          |
|                                                          |           |                |        |                          |
| Palumbo                                                  | Marcatori | Traini Martino |        |                          |

| Ancona 25 novembre 2012, ore 14:30 13ª giornata | Ancona    | 1 – 0 | R.C. Angolana | Stadio Del Conero |
| \| \| \| \| \| Borrelli \| Marcatori \| \|      |           |       |               |                   |
|                                                 |           |       |               |                   |
| Borrelli                                        | Marcatori |       |               |                   |

| Teramo 2 dicembre 2012, ore 14:30 14ª giornata     | San Nicolò | 0 – 1            | Ancona | Stadio Gaetano Bonolis |
| \| \| \| \| \| \| Marcatori \| Gialoreto (Aut.) \| |            |                  |        |                        |
|                                                    |            |                  |        |                        |
|                                                    | Marcatori  | Gialoreto (Aut.) |        |                        |

| Ancona 9 dicembre 2012, ore 14:30 15ª giornata               | Ancona    | 2 – 4   | San Cesareo | Stadio Del Conero |
| \| \| \| \| \| Ambrosini Gramacci \| Marcatori \| Tajarol \| |           |         |             |                   |
|                                                              |           |         |             |                   |
| Ambrosini Gramacci                                           | Marcatori | Tajarol |             |                   |

| Agnone 16 dicembre 2012, ore 14:30 16ª giornata                    | Olympia Agnonese | 2 – 2            | Ancona | Stadio Civitelle |
| \| \| \| \| \| Ricamato Pifano \| Marcatori \| Borrelli Ruffini \| |                  |                  |        |                  |
|                                                                    |                  |                  |        |                  |
| Ricamato Pifano                                                    | Marcatori        | Borrelli Ruffini |        |                  |

| Ancona 22 dicembre 2012, ore 14:30 17ª giornata          | Ancona    | 2 – 1 | Astrea | Stadio Del Conero |
| \| \| \| \| \| Borrelli Artiaco \| Marcatori \| Mania \| |           |       |        |                   |
|                                                          |           |       |        |                   |
| Borrelli Artiaco                                         | Marcatori | Mania |        |                   |

#### Girone di ritorno
| Ancona 6 gennaio 2013, ore 14:30 18ª giornata                          | Ancona    | 4 – 1 | Maceratese | Stadio Del Conero (2.000 spett.) |
| \| \| \| \| \| Eramo Labriola Artiaco Bellucci \| Marcatori \| Orta \| |           |       |            |                                  |
|                                                                        |           |       |            |                                  |
| Eramo Labriola Artiaco Bellucci                                        | Marcatori | Orta  |            |                                  |

| Jesi 13 gennaio 2013, ore 14:30 19ª giornata                         | Jesina    | 2 – 1    | Ancona | Stadio Pacifico Carotti |
| \| \| \| \| \| Stefanelli Gabrielloni A. \| Marcatori \| Borrelli \| |           |          |        |                         |
|                                                                      |           |          |        |                         |
| Stefanelli Gabrielloni A.                                            | Marcatori | Borrelli |        |                         |

| Celano 20 gennaio 2013, ore 14:30 20ª giornata | Celano | 0 – 0 | Ancona | Stadio Fabio Piccone |

| Ancona 27 gennaio 2013, ore 14:30 21ª giornata | Ancona | 0 – 3 (a tavolino) referto | Vis Pesaro | Stadio Del Conero |

| Termoli 3 febbraio 2013, ore 14:30 22ª giornata               | Termoli   | 1 – 3                | Ancona | Stadio Gino Cannarsa |
| \| \| \| \| \| Spagna \| Marcatori \| Eramo Bricca Martino \| |           |                      |        |                      |
|                                                               |           |                      |        |                      |
| Spagna                                                        | Marcatori | Eramo Bricca Martino |        |                      |

| Ancona 17 febbraio 2013, ore 14:30 23ª giornata | Ancona    | 1 – 2 | Civitanovese | Stadio Del Conero |
| \| \| \| \| \| Ruffini \| Marcatori \| Galli \| |           |       |              |                   |
|                                                 |           |       |              |                   |
| Ruffini                                         | Marcatori | Galli |              |                   |

| Guidonia Montecelio 24 febbraio 2013, ore 14:30 24ª giornata | Fidene    | 1 – 0 | Ancona | Stadio comunale (150 spett.) |
| \| \| \| \| \| Selva \| Marcatori \| \|                      |           |       |        |                              |
|                                                              |           |       |        |                              |
| Selva                                                        | Marcatori |       |        |                              |

| Ancona 3 marzo 2013, ore 14:30 25ª giornata                  | Ancona    | 2 – 0 | Città di Marino | Stadio Del Conero (371 spett.) |
| \| \| \| \| \| Esposito G. aut’ Cavallaro \| Marcatori \| \| |           |       |                 |                                |
|                                                              |           |       |                 |                                |
| Esposito G. aut’ Cavallaro                                   | Marcatori |       |                 |                                |

| Recanati 10 marzo 2013, ore 14:30 26ª giornata    | Recanatese | 2 – 0 | Ancona | Stadio Nicola Tubaldi (1.000 spett.) |
| \| \| \| \| \| Cavaliere Rossi \| Marcatori \| \| |            |       |        |                                      |
|                                                   |            |       |        |                                      |
| Cavaliere Rossi                                   | Marcatori  |       |        |                                      |

| Ancona 17 marzo 2013, ore 14:30 27ª giornata      | Ancona    | 1 – 1 | Sambenedettese | Stadio Del Conero (3.000 spett.) |
| \| \| \| \| \| Cavallaro \| Marcatori \| Ianni \| |           |       |                |                                  |
|                                                   |           |       |                |                                  |
| Cavallaro                                         | Marcatori | Ianni |                |                                  |

| Scoppito 24 marzo 2013, ore 14:30 28ª giornata       | Amiternina | 1 – 1     | Ancona | Stadio Comunale |
| \| \| \| \| \| Pedalino \| Marcatori \| Cavallaro \| |            |           |        |                 |
|                                                      |            |           |        |                 |
| Pedalino                                             | Marcatori  | Cavallaro |        |                 |

| Ancona 28 marzo 2013, ore 14:30 29ª giornata     | Ancona    | 1 – 1  | Isernia | Stadio Del Conero |
| \| \| \| \| \| Artiaco \| Marcatori \| Iaboni \| |           |        |         |                   |
|                                                  |           |        |         |                   |
| Artiaco                                          | Marcatori | Iaboni |         |                   |

| Città Sant'Angelo 7 aprile 2013, ore 14:30 30ª giornata        | R.C. Angolana | 1 – 4             | Ancona | Stadio Comunale (200 spett.) |
| \| \| \| \| \| De Matteis \| Marcatori \| Artiaco Cavallaro \| |               |                   |        |                              |
|                                                                |               |                   |        |                              |
| De Matteis                                                     | Marcatori     | Artiaco Cavallaro |        |                              |

| Ancona 14 aprile 2013, ore 15:00 31ª giornata | Ancona    | 1 – 1 | San Nicolò | Stadio Del Conero (800 spett.) |
| \| \| \| \| \| Artiaco \| Marcatori \| \|     |           |       |            |                                |
|                                               |           |       |            |                                |
| Artiaco                                       | Marcatori |       |            |                                |

| San Cesareo 21 aprile 2013, ore 15:00 32ª giornata          | San Cesareo | 1 – 2             | Ancona | Stadio Roberto Pera |
| \| \| \| \| \| Mancini \| Marcatori \| Cavallaro Artiaco \| |             |                   |        |                     |
|                                                             |             |                   |        |                     |
| Mancini                                                     | Marcatori   | Cavallaro Artiaco |        |                     |

| Ancona 28 aprile 2013, ore 15:00 33ª giornata                                               | Ancona    | 3 – 4                                | Olympia Agnonese | Stadio Del Conero (700 spett.) |
| \| \| \| \| \| Palumbo Lispi Ingari \| Marcatori \| Ricamato Leonetti Pizzutelli Sivilla \| |           |                                      |                  |                                |
|                                                                                             |           |                                      |                  |                                |
| Palumbo Lispi Ingari                                                                        | Marcatori | Ricamato Leonetti Pizzutelli Sivilla |                  |                                |

| Roma 5 maggio 2013, ore 15:00 34ª giornata                       | Astrea    | 3 – 0 | Ancona | Stadio Casal del Marm (100 spett.) |
| \| \| \| \| \| Lispi aut’ Sorrentino Giuntoli \| Marcatori \| \| |           |       |        |                                    |
|                                                                  |           |       |        |                                    |
| Lispi aut’ Sorrentino Giuntoli                                   | Marcatori |       |        |                                    |

### Coppa Italia Serie D
| Ancona 26 agosto 2012, ore 18:00 Primo Turno                                                                                           | Ancona               | 3 – 2 (d.c.r.)                                | Recanatese | Stadio Del Conero |
| \| \| \| \| \| Ambrosini Akrapovic Olcese Ruffini Borrelli \| Tiri di rigore 3 – 2 \| Garcia Patrizi Brugiapaglia Curzi Pagliardini \| |                      |                                               |            |                   |
| |                      |                                               |            |                   |
| Ambrosini Akrapovic Olcese Ruffini Borrelli                                                                                            | Tiri di rigore 3 – 2 | Garcia Patrizi Brugiapaglia Curzi Pagliardini |            |                   |

| Ancona 26 settembre 2012, ore 18:00 Secondo Turno         | Ancona    | 3 – 1  | Vis Pesaro | Stadio Del Conero (400 spett.) |
| \| \| \| \| \| Ambrosini Traini \| Marcatori \| Vicini \| |           |        |            |                                |
|                                                           |           |        |            |                                |
| Ambrosini Traini                                          | Marcatori | Vicini |            |                                |

| San Benedetto del Tronto 17 ottobre 2012, ore 15:00 Sedicesimi di Finale | Sambenedettese       | 3 – 3 (d.c.r.)                           | Ancona | Stadio Riviera delle Palme (1.000 spett.) |
| \| \| \| \| \| Napolano Pazzi \| Marcatori \| Borrelli Traini M. Ruffini \| \| Pazzi Montefusco Shiba Vallorani Traini D. \| Tiri di rigore 4 – 3 \| Ambrosini Ruffini Alvino Lispi Traini M. \| |                      |                                          |        |                                           |
| |                      |                                          |        |                                           |
| Napolano Pazzi | Marcatori            | Borrelli Traini M. Ruffini               |        |                                           |
| Pazzi Montefusco Shiba Vallorani Traini D. | Tiri di rigore 4 – 3 | Ambrosini Ruffini Alvino Lispi Traini M. |        |                                           |